# Cúmulo abierto M26

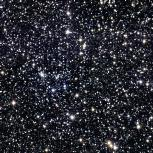
Messier 26.

El Cúmulo abierto M26 (también conocido como Objeto Messier 26 o NGC 6694) es un cúmulo abierto en la constelación Scutum. Fue descubierto por Charles Messier en 1764.
El M26 abarca unos 22 años luz de ancho y está a una distancia de 5.000 años luz de la Tierra. La estrella más brillante es de magnitud 11,9 y la edad de este cúmulo ha sido calculada en 89 millones de años. Una característica interesante del M26 es una región de baja densidad de estrellas cerca del núcleo, probablemente causada por una nube oscura de materia interestelar entre nosotros y el cúmulo.